# Radslavice (ort i Tjeckien, Olomouc)
Radslavice är en ort i Tjeckien. Den ligger i regionen Olomouc, i den östra delen av landet, 230 km öster om huvudstaden Prag. Radslavice ligger 224 meter över havet och antalet invånare är 1 110.
Terrängen runt Radslavice är huvudsakligen platt, men norrut är den kuperad. Runt Radslavice är det ganska tätbefolkat, med 72 invånare per kvadratkilometer. Närmaste större samhälle är Přerov, 5,4 km sydväst om Radslavice. Trakten runt Radslavice består till största delen av jordbruksmark.